# Enicospilus shikokuensis
Enicospilus shikokuensis là một loài tò vò trong họ Ichneumonidae.